# Dendryphantes zygoballoides
Dendryphantes zygoballoides är en spindelart som beskrevs av Chamberlin 1924. Dendryphantes zygoballoides ingår i släktet Dendryphantes och familjen hoppspindlar. Inga underarter finns listade i Catalogue of Life.